# Gama (Brasilia)
Gama is een administratieve regio in het Federaal District in Brazilië.
De bouw van Gama als cidade-satélite (satellietstad) begon op 12 oktober 1960, nadat de grond van de plaatselijke boeren onteigend was. In de regio wonen ca. 130.000 mensen. Er zijn een aantal onderwijsinstellingen gevestigd, waaronder een campus van de Universiteit van Brasilia. Verder is er een groot winkelcentrum en een voetbalstadion: Estádio Walmir Campelo Bezerra - Bezerrão.
Op het grondgebied van Gama, genoemd naar een boerderij met die naam, ligt de Catetinho, de eerste officiële residentie van president Juscelino Kubitschek nadat het regeringscentrum van het land werd overgebracht van Rio de Janeiro naar Brasilia.

## Geboren
- Ricardo Izecson dos Santos Leite, "Kaká" (1982), voetballer

Águas Claras · Arniqueira · Brazlândia · Candangolândia · Ceilândia · Cruzeiro · Fercal · Gama · Guará · Itapoã · Jardim Botânico · Lago Norte · Lago Sul · Núcleo Bandeirante · Paranoá · Park Way · Planaltina · Plano Piloto · Recanto das Emas · Riacho Fundo · Riacho Fundo II · Samambaia · Santa Maria · São Sebastião · Setor Complementar de Indústria e Abastecimento · Setor de Indústria e Abastecimento · Sobradinho · Sobradinho II · Sol Nascente/Pôr do Sol · Sudoeste/Octogonal · Taguatinga · Varjão · Vicente Pires